# Stín

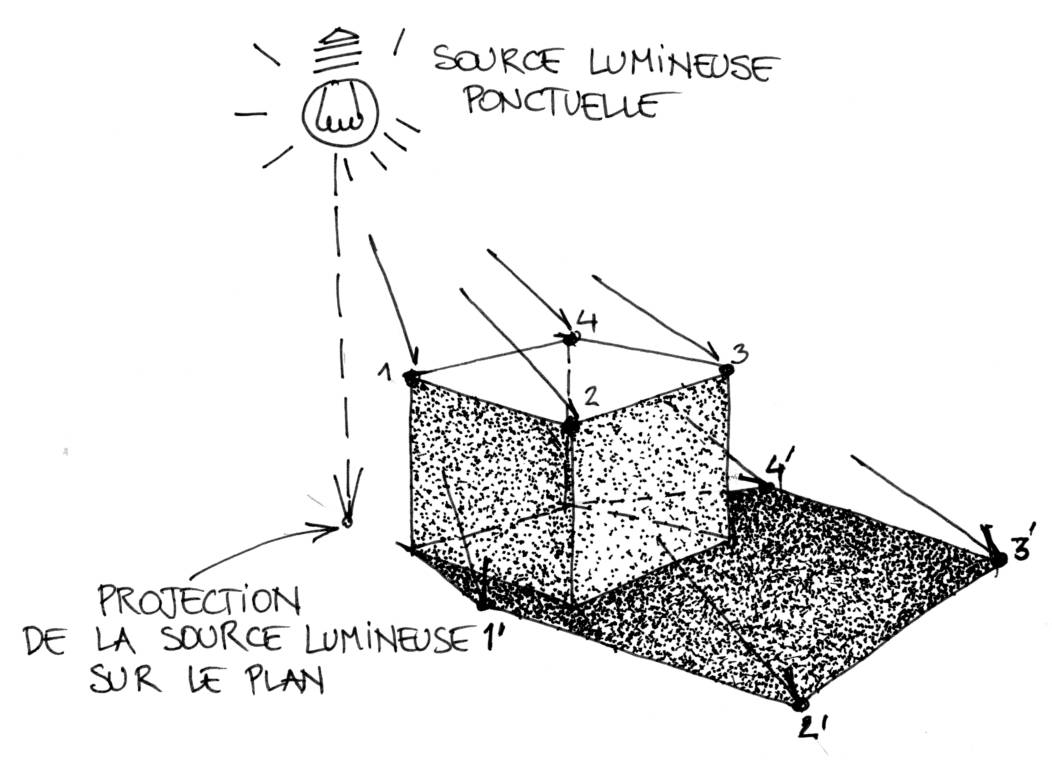
Stín vlastní a vržený

Stín je místo, tmavá oblast, kam nedopadá téměř žádné světlo. Stín je za každým neprůhledným tělesem, na které dopadá zpředu světlo. Průmět stínu na plochu vytváří dvourozměrnou siluetu tělesa, na které zdroj světla svítí. Stín je element šerosvitu – neosvětlený nebo špatně osvětlený prostor objektu. Stín na odvrácené straně objektu se nazývá vlastní stín a stín vržený na ostatní plochy se nazývá vržený stín. Vznik stínů je důsledek přímočarého šíření světla.

## Části stínu

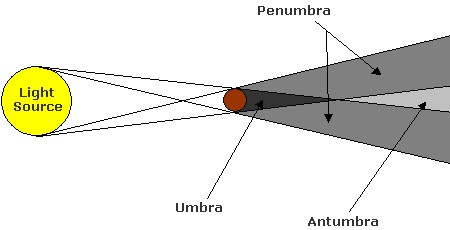
Schematické znázornění částí stínů

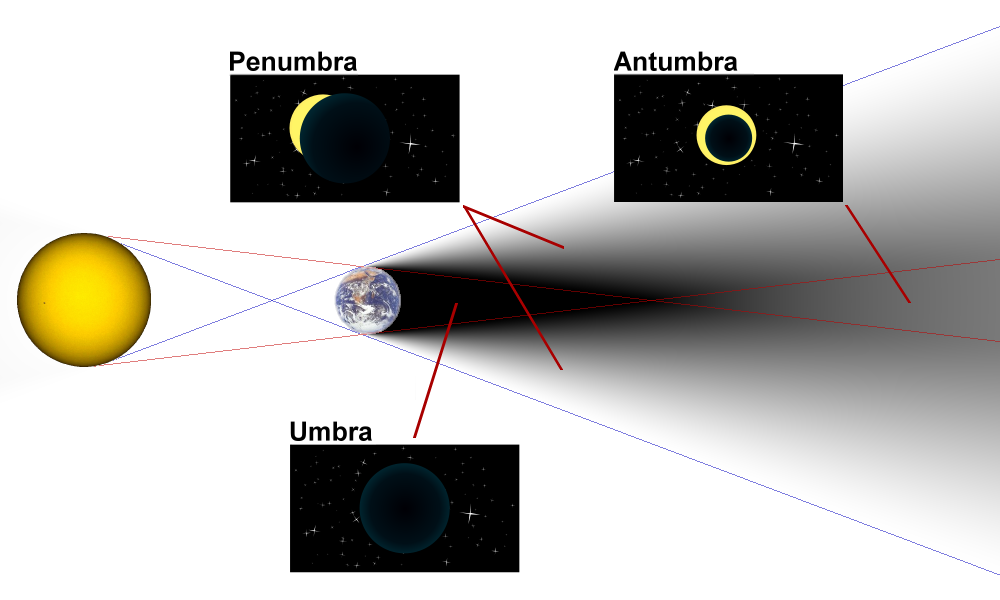
Umbra, penumbra a antumbra Země

V oblasti astronomie, ale též pokročilé počítačové grafiky, se používají odborné termíny Umbra, Penumbra a Antumbra, které rozdělují stíny, vrhané nebodovými zdroji světla.

### Umbra
(Latinsky „stín“, z řeckého „ombros“) označuje nejtemnější část stínu. Z jakéhokoli místa umbry není zdroj vidět a to ani částečně. Umbra obklopuje jak ostatní druhy stínů, tak předmět samotný. Vyskytuje se u bodového i nebodového zdroje světla. V případě nebodového světla a výskytu antumbry je objem umbry konečný, v opačném případě není omezen.
Není bez zajímavosti, že podle slova umbra dostal v angličtině svůj název slunečník (nebo deštník) – umbrella.

### Penumbra
Označuje polostín – oblast, ze které je zdroj světla částečně vidět a částečně jej překrývá předmět, jež stín vrhá. Mluvíme o „srpkovitém zatmění“. Velikost zdroje světla má vliv na to, jak moc se penumbra projeví. Penumbra se nevyskytuje tam, kde je zdroj světla bodový. Penumbra nikdy nesousedí s předmětem vrhajícím stín a její objem je nekonečný.
Při zatmění Slunce vidí pozorovatel z penumbry částečné, ale ne prstencové zatmění.

### Antumbra
Vymezuje oblast, z níž je vidět prstencové zatmění zdroje světla uvažovaným předmětem. Antumbra se může vyskytnout v případě, že zdroj světla je větší než daný předmět, přesněji řečeno, jeho průmět ve směru kolmém na spojnici hmotných bodů zdroje světla a předmětu. Antumbra je vždy obklopena penumbrou, s umbrou se antumbra stýká pouze v jediném bodě – z něj zdroj světla není vidět, neboť jej předmět přesně překrývá.

## Stíny v astronomii
Praktickým příkladem antumbry je stín, ve kterém se nachází pozorovatel při prstencovém zatmění Slunce.
Částečné zatmění Měsíce nastává, když Měsíc částečně vstoupí do umbry Země. Když vstoupí do umbry Země zcela, nastává zatmění úplné. Polostínové zatmění Měsíce nastává tehdy, když vstoupí pouze do penumbry Země buď úplně, nebo částečně. Měsíc nikdy nevstoupí do antumbry Země, neboť nejbližší bod antumbry je od Země vzdálen více než 1,3 milionu km, přičemž Měsíc obíhá Zemi ve vzdálenosti zhruba 3,5krát menší.
Při zatmění Slunce vidí pozorovatel z umbry úplné zatmění. Typicky je při úplném zatmění Slunce oblast umbry na povrchu Země oválná o rozměrech několika desítek kilometrů.

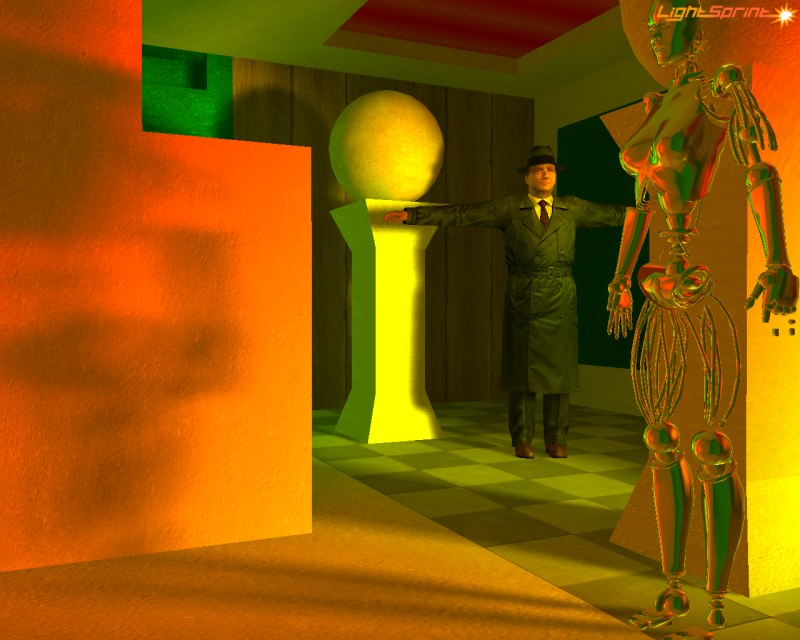
Pravé penumbra stíny, počítané v reálném čase (Lightsprint)

## Stíny v počítačové grafice
V počítačové grafice se o penumbře a antumbře mluví v souvislosti s globálním osvětlením a radiozitou. Někdy se jim souhrnně říká měkké stíny.